# Římskokatolická farnost u kostela Panny Marie Královny míru Praha-Lhotka
Římskokatolická farnost u kostela Panny Marie Královny míru Praha-Lhotka je územním společenstvím římských katolíků v rámci III. pražského vikariátu v arcidiecézi pražské. Centrem farnosti je farní kostel Panny Marie Královny míru, jejím farářem P. Stanisław Góra.

## Dějiny farnosti
V roce 1937 byl v obci Lhotka, uprostřed zahrad a polí, postaven nový kostel. Byl součástí záměru pražského arcibiskupství vybudovat na okraji nově vzniklé „Velké Prahy“ dvanáct kostelů. Ty měly připomínat dvanáct hvězd, které zdobily hlavu sochy Panny Marie na sloupu na Staroměstském náměstí, jenž byl 3. listopadu 1918 svržen rozlíceným davem. Lhotecký kostel byl vysvěcen 7. listopadu 1937. Farnost byla u kostela zřízena 15. dubna 1942 a od tohoto roku jsou vedeny i matriky. Starší názvy farnosti byly Praha XV-Lhotka a Praha 4-Lhotka – Panna Maria Královna míru.

## Osobnosti farnosti
| Jméno           | funkce | od   | do    |
| --------------- | ------ | ---- | ----- |
| Vladimír Rudolf | farář  | 1967 | 1999  |
| Jiří Korda      | farář  | 2011 | 2022  |
| Stanisław Góra  | farář  | 2022 | dosud |

## Kostely a kaple farnosti
- Farní kostel Panny Marie Královny míru
- Nemocniční kaple sv. Václava, Praha 4 - Krč[1]